# یوسوکه مادا
یوسوکه مادا (انگلیسی: Yusuke Maeda؛ زادهٔ ۲۳ نوامبر ۱۹۸۴) بازیکن فوتبال اهل ژاپن است.